# Mistrzostwa Świata Juniorów w Lekkoatletyce 1990
3. Mistrzostwa Świata Juniorów w Lekkoatletyce – zawody lekkoatletyczne, które odbyły się między 8 i 12 sierpnia 1990 roku w bułgarskim Płowdiwie.

## Rezultaty

### Mężczyźni
| Konkurencja:                  | 1. miejsce                                                                            | Rezultat  | 2. miejsce                                                                               | Rezultat  | 3. miejsce                                                                          | Rezultat |
| Bieg na 100 m                 | Davidson Ezinwa                                                                       | 10.17     | Jason Livingston                                                                         | 10.25     | Rodney Bridges                                                                      | 10.37    |
| Bieg na 200 m                 | Aleksandr Goremykin                                                                   | 20.47     | Davidson Ezinwa                                                                          | 20.75     | James Stallworth                                                                    | 20.81    |
| Bieg na 400 m                 | Chris Nelloms                                                                         | 45.43     | Rico Lieder                                                                              | 46.83     | Mark Richardson                                                                     | 46.33    |
| Bieg na 800 m                 | Desta Asgedom                                                                         | 1:46.35   | Jonah Birir                                                                              | 1:46.61   | Norberto Téllez                                                                     | 1:47.33  |
| Bieg na 1500 m                | Moses Kiptanui                                                                        | 3:38.32   | Alemayehu Roba                                                                           | 3:41.71   | Desta Asgedom                                                                       | 3:43.38  |
| Bieg na 5000 m                | Fita Bayisa                                                                           | 13:42.59  | Abreham Assefa                                                                           | 13:44.63  | Francesco Bennici                                                                   | 13:47.10 |
| Bieg na 10 000 m              | Richard Chelimo                                                                       | 28:18.57  | Ismael Kirui                                                                             | 28:40.77  | Juma Ninga                                                                          | 28:41.90 |
| Chód na 20 km                 | Cosmas Ndeti                                                                          | 59:42     | Juma Ninga                                                                               | 1:00:30   | Dagane Dabela                                                                       | 1:01:02  |
| Bieg na 110 m przez płotki    | Antti Haapakoski                                                                      | 13.74     | Alexis Sánchez                                                                           | 13.75     | Kyle Vander-Kuyp                                                                    | 13.85    |
| Bieg na 400 m przez płotki    | Rohan Robinson                                                                        | 49.73     | Yoshihiko Saito                                                                          | 49.99     | Aleksandr Bielikow                                                                  | 50.22    |
| Bieg na 3000 m z przeszkodami | Matthew Birir                                                                         | 8:31.02   | Francisco Munuera                                                                        | 8:41.03   | Simeon Rono                                                                         | 8:42:05  |
| Chód na 10 000 m              | Ilja Markow                                                                           | 39:55.52  | Alberto Cruz                                                                             | 39:56.49  | Jefferson Pérez                                                                     | 40:08.23 |
| Sztafeta 4 x 100 m            | Stany Zjednoczone · Chris Nelloms · Rodney Bridges · Reggie Harris · James Stallworth | 39.13     | ZSRR · Sergejs Insakovs · Konstantin Gromadskiy · Vitaliy Semyonov · Aleksandr Goremykin | 39.58     | Nigeria · Innocent Asonze · Davidson Ezinwa · Nnamdi Anusim · Osmond Ezinwa         | 39.68    |
| Sztafeta 4 x 400 m            | Stany Zjednoczone · Derek Mills · Marvin Samuels · Reggie Harris · Chris Nelloms      | 3:02.26   | Wielka Brytania · David Grindley · Adrian Patrick · Craig Winrow · Mark Richardson       | 3:03.80   | Australia · Matthew Burmeister · Rohan Robinson · Simon Hollingsworth · Paul Greene | 3:05.51  |
| Skok wzwyż                    | Dragutin Topić                                                                        | 2.37      | Tim Forsyth                                                                              | 2.29      | Stevan Zoric                                                                        | 2.26     |
| Skok o tyczce                 | Jean Galfione                                                                         | 5.45      | Dmitriy Kurkulin                                                                         | 5.40      | Miroslav Dukov                                                                      | 5.40     |
| Skok w dal                    | James Stallworth                                                                      | 8.12      | Dion Bentley                                                                             | 8.05      | Kareem Streete-Thompson                                                             | 7.94     |
| Trójskok                      | Siergiej Bykow                                                                        | 16.98     | Yoelbi Quesada                                                                           | 16.62     | Nikołaj Raev                                                                        | 16.22    |
| Pchnięcie kulą                | Wiktor Bułat                                                                          | 19.21     | Xie Shengying                                                                            | 18.57     | Jurij Iwanow                                                                        | 18.13    |
| Rzut dyskiem                  | Ilian Iliew                                                                           | 58.28     | Frank Bicet                                                                              | 57.10     | Jan Engelmann                                                                       | 56.82    |
| Rzut młotem                   | Andreiej Debelij                                                                      | 70.60     | Savvas Saritzoglou                                                                       | 70.32     | Andreiej Budjkin                                                                    | 69.36    |
| Rzut oszczepem                | Tommi Viskari                                                                         | 73.88     | Dariusz Trafas                                                                           | 72.76     | Jarkko Heimonen                                                                     | 72.30    |
| Dziesięciobój                 | Eric Kaiser                                                                           | 7762 pkt. | Jarkko Finni                                                                             | 7698 pkt. | David Bigham                                                                        | 7488 pkt |

### Kobiety
| Konkurencja:               | 1. miejsce                                                                     | Rezultat  | 2. miejsce                                                                     | Rezultat  | 3. miejsce                                                                         | Rezultat  |
| Bieg na 100 m              | Andrea Philipp                                                                 | 11.36     | Nikole Mitchell                                                                | 11.47     | Lucrécia Jardim                                                                    | 11.52     |
| Bieg na 200 m              | Diane Smith                                                                    | 23.10     | Zundra Feagin                                                                  | 23.13     | Lucrécia Jardim                                                                    | 23.26     |
| Bieg na 400 m              | Fatima Yusuf                                                                   | 50.62     | Charity Opara                                                                  | 51.28     | Manuela Derr                                                                       | 51.95     |
| Bieg na 800 m              | Liu Li                                                                         | 2:03.65   | Magdalena Nedelcu                                                              | 2:04.52   | Aurica Rautu                                                                       | 2:04.78   |
| Bieg na 1500 m             | Qu Yunxia                                                                      | 4:13.67   | Claudia Mirela Bortoi                                                          | 4:14.19   | Malin Ewerlöf                                                                      | 4:14.61   |
| Bieg na 3000 m             | Simona Staicu                                                                  | 9:09.57   | Liu Shixiang                                                                   | 9:10.54   | Hatsumi Matsumoto                                                                  | 9:11.92   |
| Bieg na 10 000 m           | Derartu Tulu                                                                   | 32:56.26  | Rika Ota                                                                       | 33:06.85  | Lydia Cheromei                                                                     | 33:20.83  |
| Bieg na 100 m przez płotki | Gillian Russell                                                                | 13.31     | Keri Maddox                                                                    | 13.38     | Ilka Rönisch                                                                       | 13.41     |
| Bieg na 400 m przez płotki | Nelli Woronkowa                                                                | 55.84     | Marjana Lužar                                                                  | 56.74     | Omolade Akinremi                                                                   | 56.97     |
| Chód na 5000 m             | Susana Feitor                                                                  | 21:44.30  | Tatiana Szczastnaja                                                            | 22:28.74  | Simone Thust                                                                       | 22:44.65  |
| Sztafeta 4 x 100 m         | Jamajka · Gillian Russell · Revoli Campbell · Merlene Frazer · Nikole Mitchell | 43.82     | Wielka Brytania · Annabel Soper · Diane Smith · Donna Fraser · Katharine Merry | 44.16     | Stany Zjednoczone · Monifa Taylor · Tisha Prather · Angela Burnham · Zundra Feagin | 44.50     |
| Sztafeta 4 x 400 m         | Australia · Sophie Scamps · Renée Poetschka · Kylie Hanigan · Susan Andrews    | 3:30.38   | Jamajka · Claudine Williams · Winsome Cole · Inez Turner · Catherine Scott     | 3:31.09   | Kuba · Yojanis Casanova · Julia Duporty · Odalmis Limonta · Nancy McLeón           | 3:31.81   |
| Skok wzwyż                 | Swietłana Lawrowa                                                              | 1.91      | Katja Kilpi                                                                    | 1.88      | Lea Haggett                                                                        | 1.88      |
| Skok w dal                 | Iwa Prandżewa                                                                  | 6.53      | Erica Johansson                                                                | 6.50      | Sandrine Hennart                                                                   | 6.49      |
| Pchnięcie kulą             | Qiu Qiaoping                                                                   | 18.20     | Li Xiaoyun                                                                     | 17.74     | Heike Hopfer                                                                       | 17.27     |
| Rzut dyskiem               | Natalja Koptjuch                                                               | 61.44     | Lisa-Marie Vizaniari                                                           | 60.44     | Anja Gündler                                                                       | 59.30     |
| Rzut oszczepem             | Tanja Damaske                                                                  | 61.06     | Oksana Owczinnikowa                                                            | 57.26     | Mandy Liverton                                                                     | 56.98     |
| Siedmiobój                 | Beatrice Mau                                                                   | 6166 pkt. | Rita Ináncsi                                                                   | 5940 pkt. | Joanne Henry                                                                       | 5728 pkt. |